# Vlechtbrood

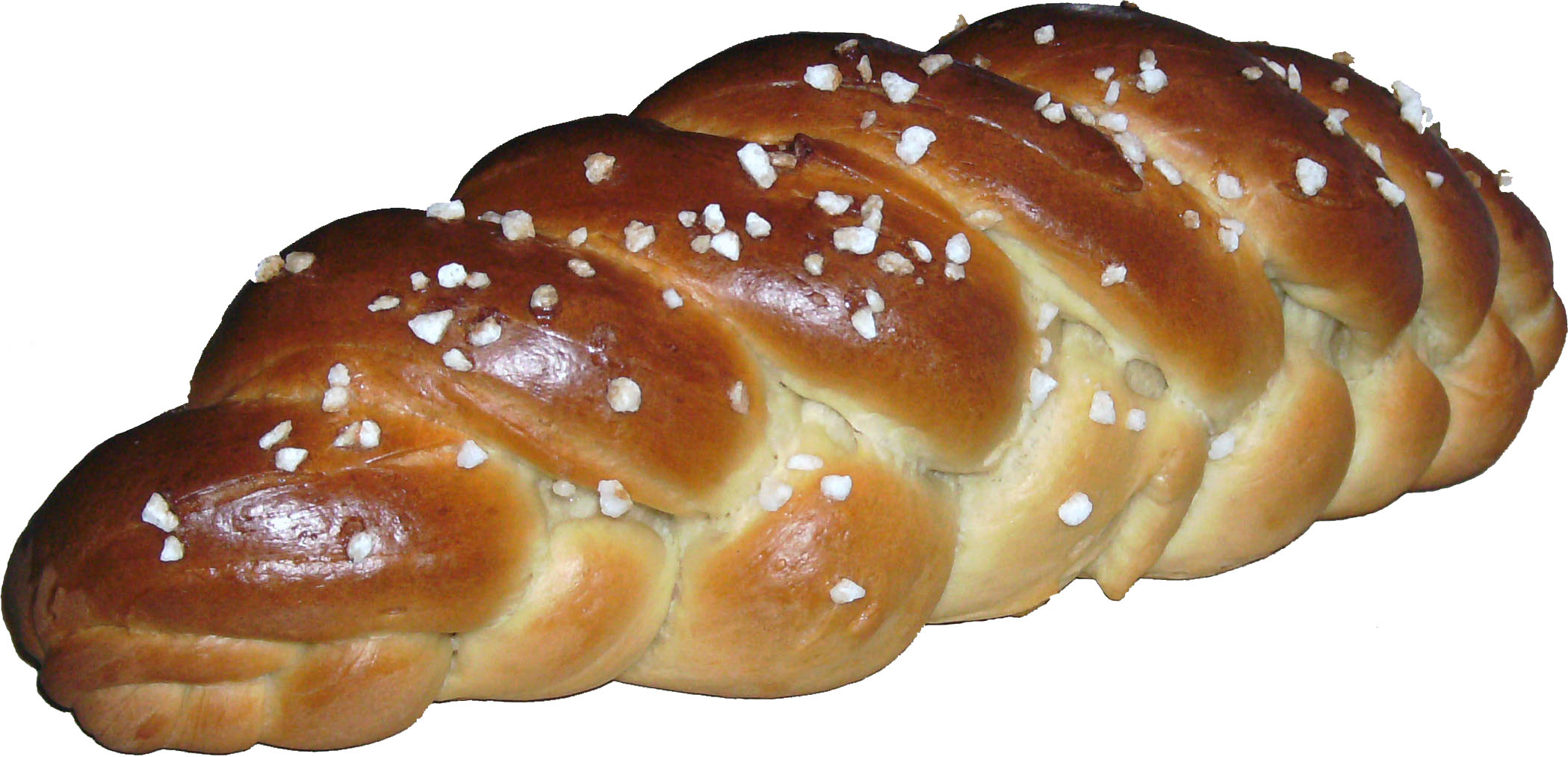
Hefezopf

Een vlechtbrood is een brood dat bestaat uit ten minste twee in elkaar gevlochten deegstrengen en traditioneel gemaakt wordt in Duitsland, Oostenrijk en Zuid-Tirol.
De zoete variant is gemaakt van deeg dat bestaat uit suiker, meel, boter, ei en gist, soms met rozijnen en amandelen.
Er bestaan langwerpige varianten (de Hefezopf) en kransvormige varianten (de Hefekranz). 
Vergelijkbare broden in Zweden zijn de vetekrans en vetelängd.
Dit soort broden worden in de Duitstalige regio vaak gebakken bij speciale gelegenheden zoals Pasen, Nieuwjaar of doopfeesten. Soms worden ze na het bakken gevuld met eieren, fruit of andere decoratieve, meestal eetbare producten.
Naast zoet vlechtbrood bestaan er ook zoute varianten, die in Zwitserland Zopf heten.
Varianten van vlechtbroden komen ook voor onder de namen (in het Jiddisch) Challe, (in het Duits) Züpfe, (in het Frans) Tresse, en (in het Italiaans) Treccia.  